# 黑田宽一
黑田宽一（日语：／；1927年10月20日—2006年6月26日），通称黑宽（クロカン），笔名山本胜彦、牧野胜彦，是日本的一个新左翼活动家，为日本革命的共产主义者同盟革命的马克思主义派（革马派）的创始人和长期领袖。他提出并系统化“反帝国主义・反斯大林主义”理论。他出生于東京都府中市，逝世于埼玉縣春日部市。他早年因患结核病而几近失明，后来，他的追随者们称他为“盲眼的先知”。